# Alpthal
Alpthal é uma comuna da Suíça, no Cantão Schwyz, com cerca de 502 habitantes. Estende-se por uma área de 22,9 km², de densidade populacional de 22 hab/km². Confina com as seguintes comunas: Einsiedeln, Oberiberg, Rothenthurm, Svitto (Schwyz).
A língua oficial nesta comuna é o Alemão.